# 春诗
《春詩》，二胡獨奏曲，鐘義良創作於1956年，描写春天的景色和人们的愉悦心情。

## 乐曲结构
乐曲分4个段落
1. 第1段：節奏自由的散板乐段，以写景为主。
2. 第2段：中速稍慢，结构规整。
3. 第3段：富有误导性，先有伴奏乐器奏出4小节6/8拍子的过门，二胡与第91小节进入。
4. 第4段：快板乐段，热情奔放，最后在高音区中结束全曲。